# 名寄高校站
名寄高校站（日语：／ Nayorokōkō eki */?）是屬於北海道旅客鐵道（JR北海道）宗谷本線之車站，位於北海道名寄市。車站編碼為W47。電報略號則仍採用東風連站時的。2022年3月12日，車站由原「東風連站」遷移至此並更改為現名。遷站後除停靠所有的普通列車外，也加停了快速「名寄號列車」，每天由原來只有4來回班次，大幅增加至共12來回班次。

## 遷移計畫
在名寄市議會舉行的2019年度市民意見交換會中提到，東風連站的使用客源幾乎都是位於北方1.5公里、須步行約20分鐘的名寄高校之學生，因此向JR北海道請求將車站北遷至名寄高校附近的位置並改稱「（暫定）名寄高校車站」，名寄市於2020年預算案發表車站遷移相關計畫預算共1369萬7000日圓。2021年度預算案中的事業費升幅增至4,780萬日圓，同年度中期工程正式開展。移站後，車站周邊的設施將會歸入名寄市財産中，而新車站與名寄高校的距離亦會縮短至200公尺。

## 車站構造
採用簡易車站設計，相比東風連站時代設有1座以組合屋建成的簡易候車室，新車站並沒有相同的配置，而只是一個細小的開放式有蓋候車亭，連接至樓梯出口。候車亭內的橫竿上鑲有東風連站遷站至此的資料牌。
設有全露天側式月台1座，長約50米，有效長度為2輛，全座月台均以水泥基座建成，設有樓梯及無障礙斜道出人口。月台上除站牌外，並沒有裝設任何的月台設備。列車到站時，往名寄方向為左側上落；往旭川方向為右側上落。
| 路線    | 方向 | 目的地         |
| ------- | ---- | -------------- |
| ■宗谷線 | 上行 | 名寄、稚內方向 |
| ■宗谷線 | 下行 | 旭川方向       |

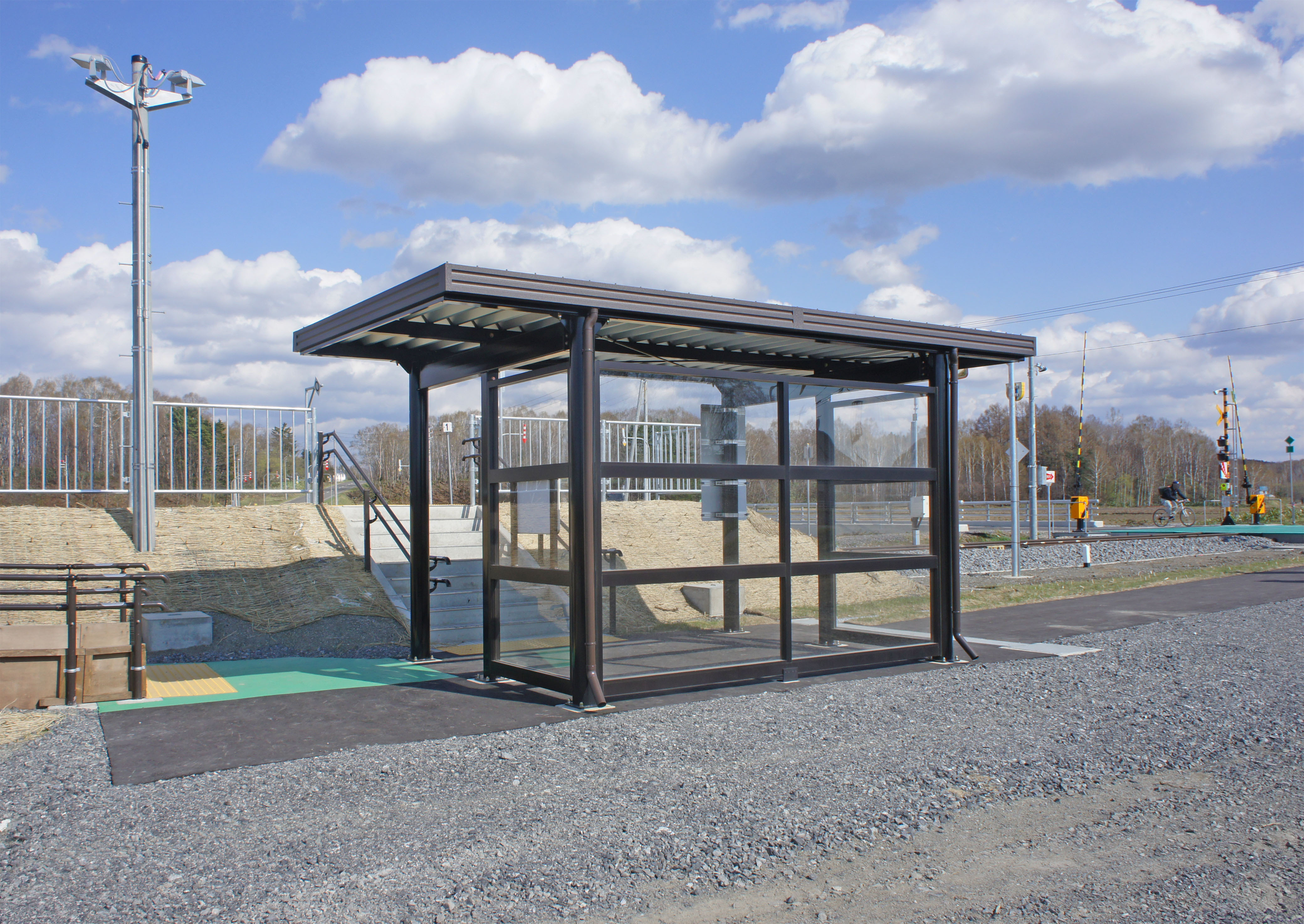
車站候車亭（2022年4月）
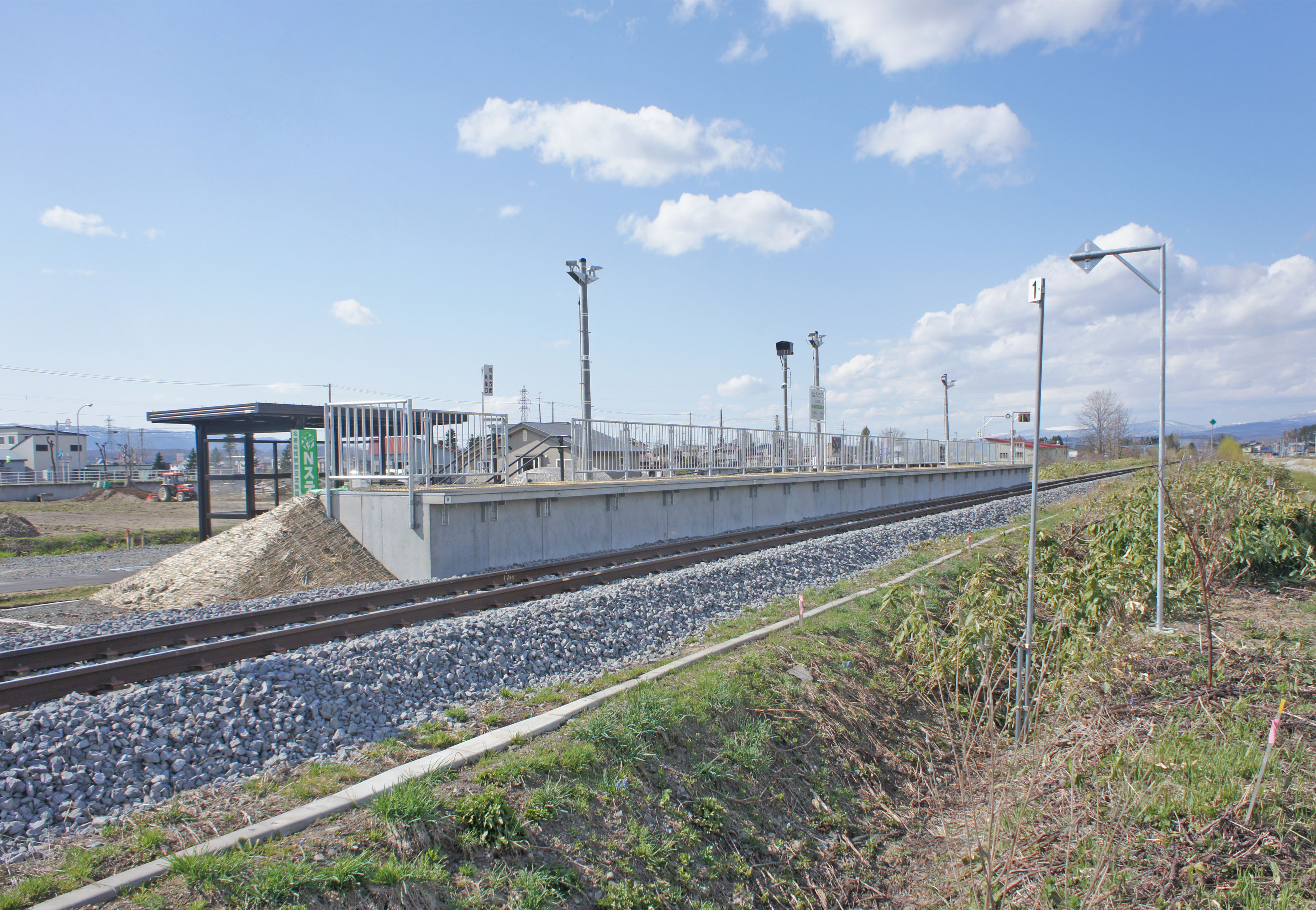
車站月台（2022年4月）
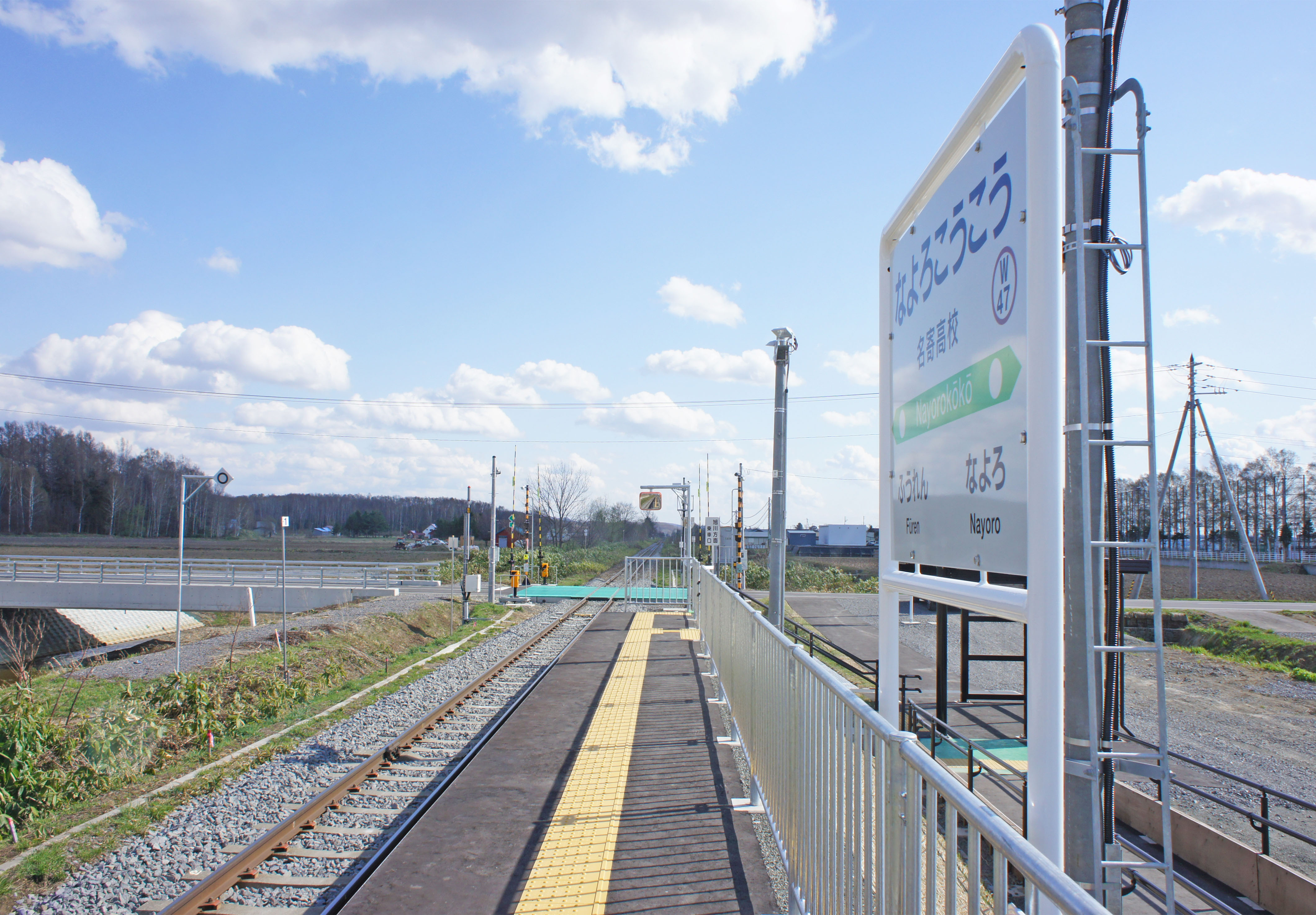
月台上的站牌（2022年4月）

### 舊東風連站
車站建於彎道位，剛好與北海道道538號旭名寄線交匯。設有以組合屋建成的簡易候車室，以及約2輛列車長度的鋼製混凝土側式月台，列車不可在交換交換。車站旁設置簡單的旱廁，同樣列車到站時，往名寄方向為左側上落；往旭川方向為右側上落。
遷站前，所有快速列車「名寄」均不停靠，而2021年度旭川～名寄之間每天共8來回的列車，亦有一半均不停靠。

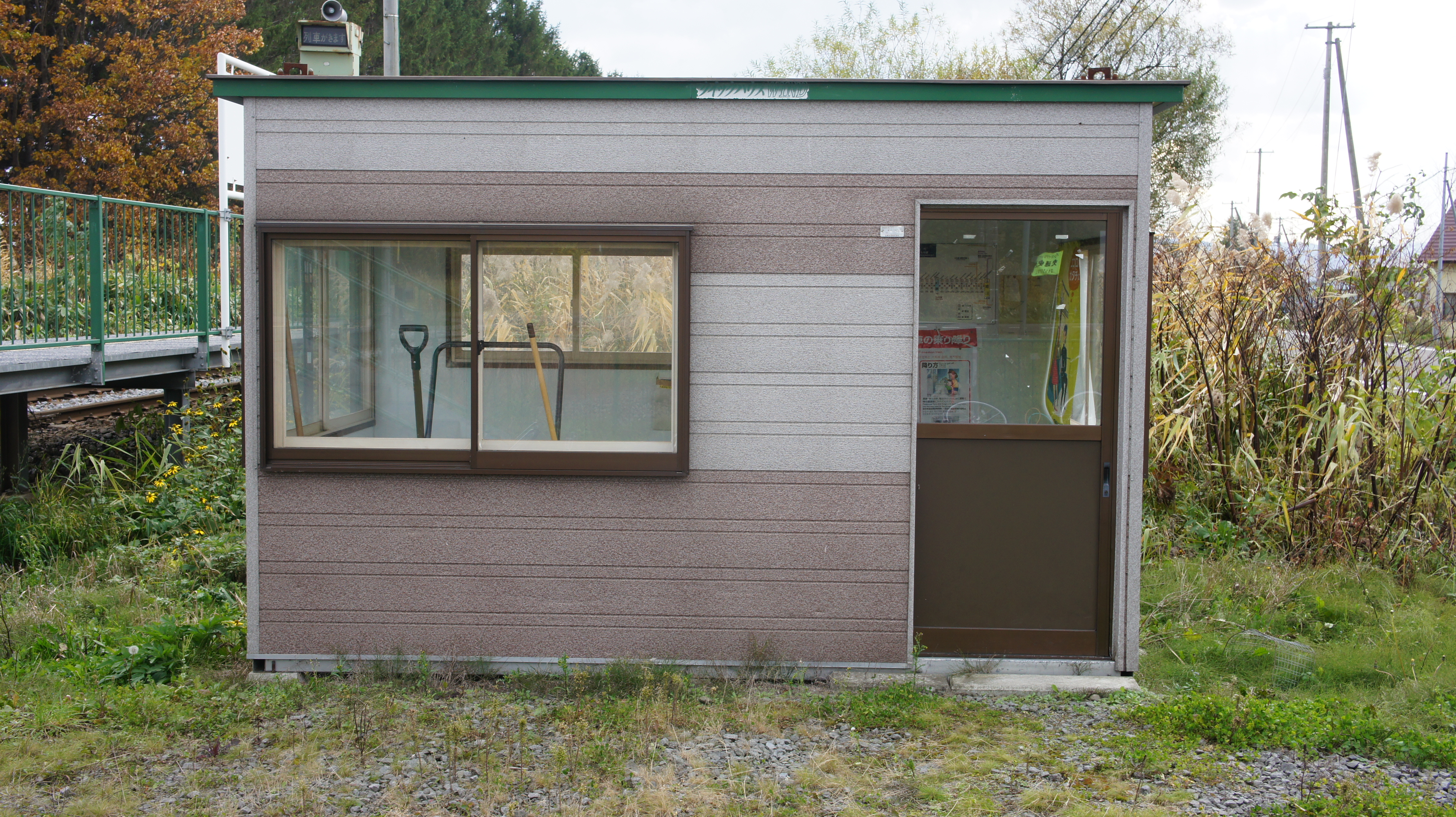
車站候車室（2017年10月）
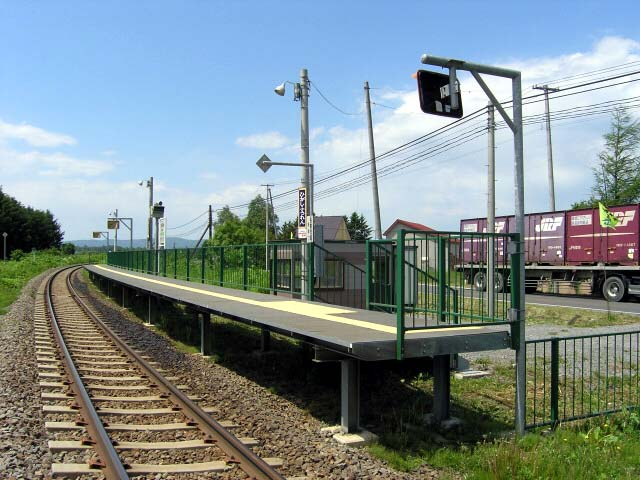
東風連站月台（2004年6月）
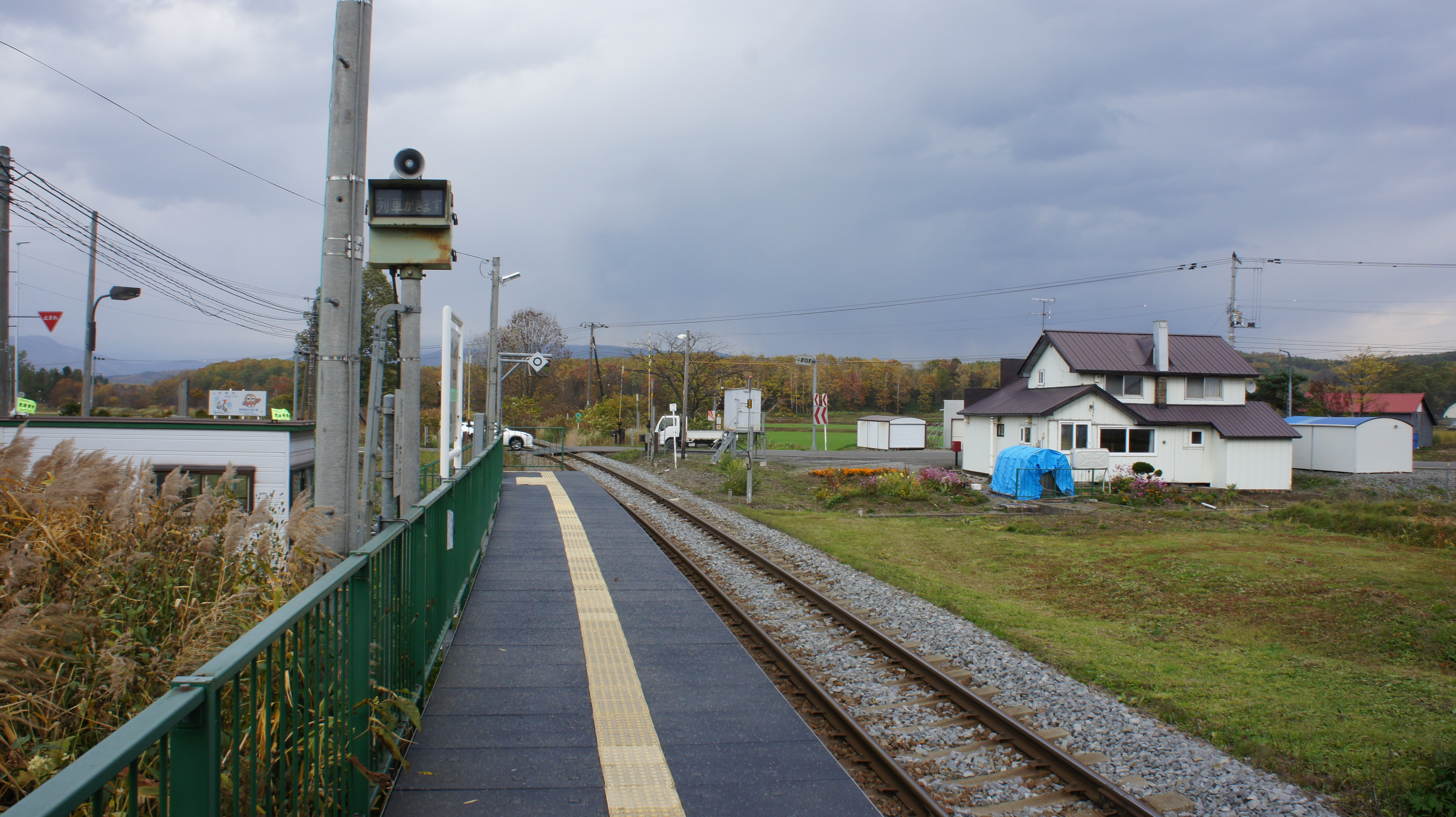
月台上風景（2017年10月）
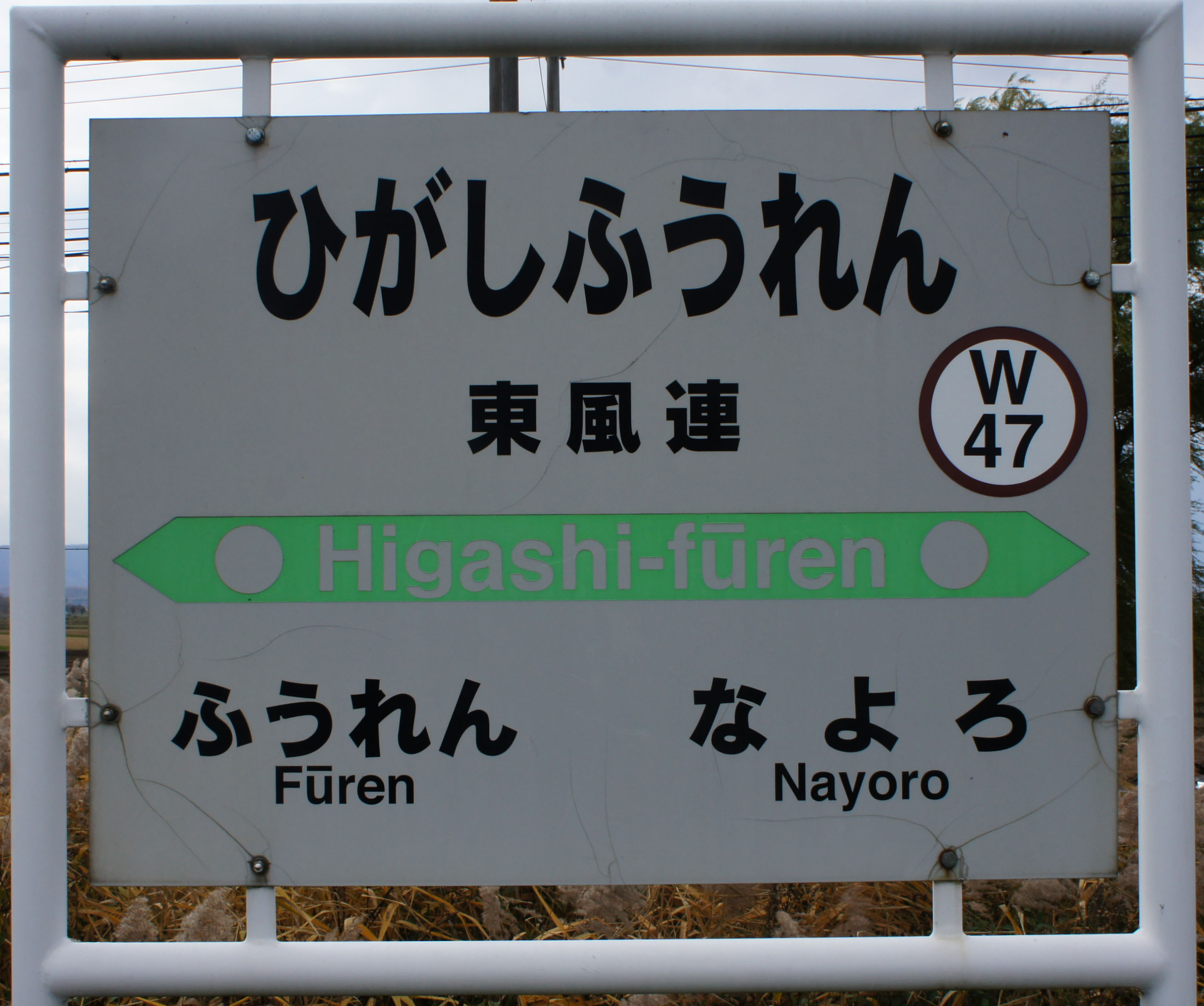
月台上的站牌（2017年10月）

## 歷史
- 1956年9月20日：日本國有鐵道之車站啟用。
- 1956年～1987年之間：廢止貨物裝卸、取消行李處理、成為無人站。
- 1986年11月1日：停止車票售賣。
- 1987年4月1日：正式民營化並進行分割，車站劃歸由JR北海道繼承。
- 1999年7月：改建候車室。
- 2022年3月12日：車站向名寄方向遷移約1.6公里，並改稱為「名寄高校站」[7][6]

## 車站周邊
本站主要建築物座落於車站的西邊，東側全為農地，只有極少量房屋。
- 北海道名寄高等學校（日语：北海道名寄高等学校）
- 國道40號（日语：国道40号）
- 道北巴士（日语：道北バス）「18線」巴士站

## 相鄰車站
北海道旅客鐵道（JR北海道）
■宗谷本線
快速「名寄」、普通
風連（W46）－名寄高校（W47）－名寄（W48）

## 相關題目
- 宗谷本線
- 日本鐵路車站列表

## 外部連結
- （日語）JR北海道 – 名寄高校站 （页面存档备份，存于）
- （日語）全驛參觀之旅 （页面存档备份，存于）